# زرافه جنوبی

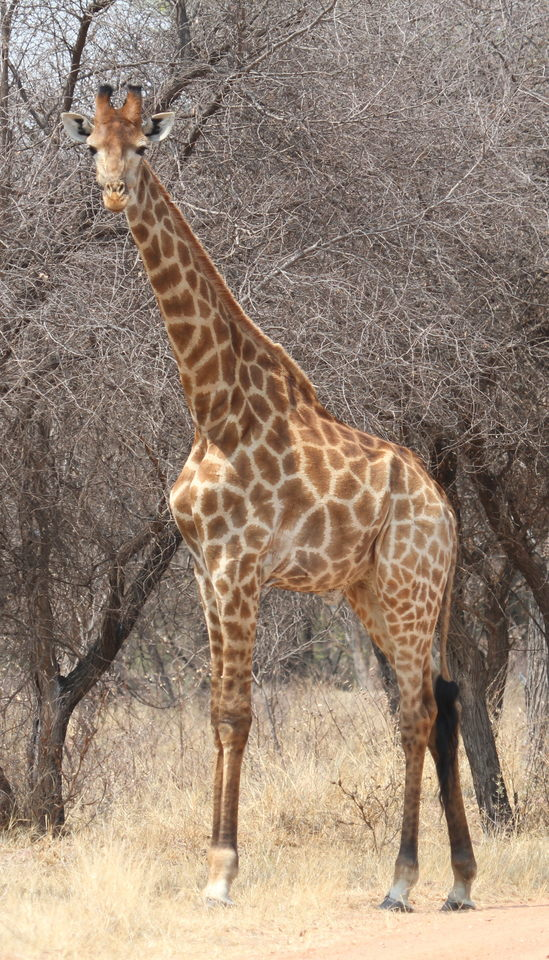
زرافه در پارک ملی بوراکاالو، آفریقای جنوبی.

زرافه جنوبی (نام علمی: Giraffa giraffa) که به آن زرافه دوشاخ هم گفته‌ می‌شود، یک گونهٔ پیشنهادی زرافه بومی آفریقای جنوبی است. با این حال، اتحادیه بین‌المللی حفاظت از طبیعت در حال حاضر تنها یک گونه زرافه را با ۹ زیرگونه به رسمیت می‌شناید. زرافه‌های جنوبی دارای لکه‌های گِرد یا لک‌وپیسی هستند، برخی با امتدادهای ستاره‌مانند بر زمینه برنزه روشن که تا سم‌هایشان ادامه یافته‌است.
زیستگاه آنها آفریقای جنوبی، آنگولا، نامیبیا، بوتسوانا، زامبیا، زیمبابوه، موزامبیک است. جمعیت تقریبی آنها ۴۴٬۵۰۰ تا ۵۰٬۰۰۰ رأس تشکیل شده‌است.
اتحادیه بین‌المللی حفاظت از طبیعت همه زرافه‌هارا در معرض انقراض اعلام کرده است.